# فیلیپ لابونته
فیلیپ لابونته (انگلیسی: Philip Labonte؛ زادهٔ ۱۵ آوریل ۱۹۷۵) خوانندگی اهل ایالات متحده آمریکا است. وی از سال ۱۹۹۵ میلادی تاکنون مشغول فعالیت بوده است.